# 下蘭納
49°22′35″N 35°13′31″E / 49.37639°N 35.22528°E
下蘭納（烏克蘭語：Нижня Ланна）是位於烏克蘭中部波爾塔瓦州裏波爾塔瓦區的村莊，處於蘭納河畔，分別距離列杜季1公里和費多里夫卡4.5公里，海拔高度94米，2001年人口954。